# Итатси
Итатси́ (яп. 鼬, いたち итати), или япо́нский колоно́к (лат. Mustela itatsi), — хищное млекопитающее из семейства куньих. Ранее считался подвидом колонка.

## Описание
Японский колонок — зверёк средних размеров. Как и многие куньи, итатси имеет следующее телосложение: гибкое и вытянутое тело и сравнительно короткие конечности. Внешний вид японского колонка схож с таковым у колонка сибирского, но отличается от последнего меньшим размером, в частности, более коротким хвостом, составляющим менее 46% от длины тела. Кроме того, в отличие от сибирского колонка, у итатси более выражен половой диморфизм. Самцы длиной от 31 до 42 см, хвост длиной от 15,5 до 21 см, а масса от 425 до 730 г. В свою очередь, длина тела самок — 22,5-30 см, хвоста — 32-42 см. Взрослые самцы весят почти вдвое больше чем самки, у которых масса составляет 162-286 г. У самок длина тела составляет от 25 до 30,5 см, длина хвоста — от 13,3 до 16,4 см, а вес от 360 до 460 г. У итатси длинное, стройное тело и короткие ноги. В отличие от колонка, нижние стороны кистей и стоп не опушены даже в зимнее время. Уши невысокие, но широкие: величина ушных раковин у самцов составляет 17-25 мм, у самок — 12-16 мм.
Волосяной покров короткий, остевые волосы несколько короче, чем у колонка. Однако зимний мех, как и у колонка, длинный, густой и пышный. Окрас тела однотонный, но в меньшей степени, чем у колонка. Летом мех тёмно-коричневого, а зимой желтовато-коричневого цвета. Может присутствовать красноватый оттенок. Брюхо по окрасу несколько светлее, чем спина, а лапы — темнее. Верхняя губа и подбородок белые, это белое пятно проходит и по горлу, постепенно сливаясь с окрасом шеи. Характерное тёмное пятно на морде вокруг глаз — «маска» — выражено слабее, чем у сибирского колонка. Линяет итатси два раза в году. Весенняя линька начинается с конца марта-апреля, осенняя — с сентября.
Хищнические зубы мельче, чем у колонка.
Бакулюм самцов в длину достигает 3-3,4 см. В отличие от бакулюма колонка, несколько загнутого по середине, бакулюм итатси выпрямленный.

## Распространение
Эндемик японских островов Хонсю, Кюсю, Сикоку, Садо, Оки, Идзуосима, Авадзи, Ики, Гото, Якусима. Был ввезён на Хоккайдо в 1880-х годах. Для борьбы с грызунами вредителями (крысами, мышами и полёвками) с конца XIX-начала XX века был завезён примерно на 50 островов, среди которых Сахалин (акклиматизирован в 1932 г., с 1932 по 1940-е годы было расселено 84 самца и 39 самок (итого 123 особи)), Рисири, Миякэдзима, Южный Бородино, Северный Бородино, Ирабу, Ириомоте, Хатерума и др. На начало 1980-х годов популяция итатси на Сахалине составляла 500-700 особей. К началу 1960-х годов итатси проживал на всей южной половине острова вплоть до Александровска-Сахалинского, но позднее ареал сократился ввиду вытеснения соболем (завезённым в 1952 г.) и другим инвазивным видом — американской норкой (завезённой в 1956 г.); также на уменьшение ареала оказало и воздействие человека: в 1970-1980-х годах ввиду увеличения промысла для внутреннего рынка численность итатси на Сахалине резко сократилась. На данный момент на Сахалине итатси проживает главным образом в Сусунайской долине, известны отдельные очаги в речных долинах Корсаковского, Невельского и Холмского района Сахалина.
Колонок держится вблизи воды, в основном обитая в речных долинах, также встречаясь в сырых распадках и верховьях родников. Населяет пойменные лиственные леса с густым подлеском, вырубки, зарастающие гари, болота, встречается на лугах, селится вблизи водоёмов (в частности, тростниковых зарослях по берегам небольших озёр и стариц), и даже вблизи человеческих поселений (и непосредственно в них). В горах Хоккайдо совершает сезонные перекочёвки-миграции из одного горного пояса в другой, однако на Сахалине с большей продолжительностью снежного покрова и в горах, и в долинах, сезонных миграций не наблюдается.
Убежища итатси обустраивает в хорошо защищённых местах вблизи водоёмов и с необходимым количеством пищи поблизости: в зарослях кустарника, пустотах между корнями деревьев и каменистых участках.

### Систематика
Географическая изменчивость не изучена, хотя сахалинские итатси всё же несколько крупнее особей с территории Японии.

## Образ жизни
Активен ночью, ищет питание в одиночку. Активный образ жизни ведёт весь год. В зимний период итатси активен, в основном, под снегом (непосредственно на поверхности снега колонок не может долго охотиться из-за большой весовой нагрузке на опорную поверхность лап); практически не появляется на поверхности снежного покрова, где его суточный проход доходит максимум до 500 м, с наступлением оттепелей, в марте протяжённость суточного прохода по поверхности снега увеличивается до 1 км у самок и 2,5 км у самцов. Итатси плохо переносит очень низкую температуру, во время морозов отсиживается у себя в убежище, питаясь падалью и остатками недавней добычи. Летом итатси более активен, нежели зимой. Питается разнообразной пищей, главным образом, мелкими животными: рацион состоит из насекомых, рыб (занимающих существенное место в рационе), рептилий, мелких птиц и их яйца и мелких млекопитающих, включая мышевидных грызунов: полёвок, крыс и собственно мышей. В зимний период добывает грызунов вроде полёвок в проходах в толще снега и в их тёплых гнёздах. Зимой и весной рацион дополняют плоды (в частности, ест ягоды смородины), а летом и осенью также членистоногие, ракообразные и земноводные (поздней весной и летом итатси добывают травяных лягушек, реже жаб). Сахалинские итатси питаются прежде всего мелкие млекопитающими (что характерно, несмотря на присутствие в фауне Сахалина ондатры, итатси редко добывает её), рыбами и земноводными.
Прекрасно плавает. В отличие от колонка, итатси менее активно отыскивает себе пищу и реже взбирается на деревья.

## Размножение
О биологии размножения известно мало. Сезон размножения приходится на позднюю зиму, однако на Сахалине гон растянут с конца марта по май. Детёныши появляются на свет весной, в помёте в среднем четыре-пять детёныша (крайние значения — от двух до девяти). Самцы растут быстрее самок. Выводки итатси-подростков распадаются к ноябрю.
Продолжительность жизни итатси на Сахалине и в Японии не отличается: в промысловой выборке из 32 особей максимальный возраст самцов составил 4 года, а самок — 5 лет.

## Генетика
В кариотипе насчитывается 38 хромосом и 64 плеч аутосом (в то время как у колонка 58 плеч аутосом).

## Значение
Итатси приносит пользу истреблением грызунов-вредителей, особенно серой крысы.
В отличие от сибирского колонка, специального охотничьего промысла на итатси нет. Добывается он попутно.